# قائمة الدول ذات السيادة في 1923
|  |

## الدول ذات السيادة

### آ
- آيسلندا – مملكة آيسلندا

### أ
- أفغانستان – إمارة أفغانستان
- ألبانيا – إمارة ألبانيا
- أندورا – إمارة أندورا
- الأرجنتين – الجمهورية الأرجنتينية
- أستراليا – كومنولث أستراليا
- أوروغواي – جمهورية أوروغواي الشرقية
- أيرلندا – دولة أيرلندا الحرة

### إ
- إثيوبيا – الإمبراطورية الإثيوبية
- إسبانيا – مملكة إسبانيا
- إستونيا – جمهورية إستونيا
- إكوادور - جمهورية إكوادور
- إيطاليا – مملكة إيطاليا

### ب
- باراغواي – جمهورية باراغواي
- البرازيل – جمهورية الولايات المتحدة البرازيلية
- البرتغال – الجمهورية البرتغالية
- بلجيكا – مملكة بلجيكا
- بلغاريا – مملكة بلغاريا
- بنما – جمهورية بنما
- بولندا – جمهورية بولندا
- بوليفيا – جمهورية بوليفيا
- بيرو – الجمهورية البيروفية

### ت
- تركيا
  - تركيا (من 24 يوليو إلى 29 أكتوبر)
  - جمهورية تركيا (من 29 أكتوبر)
- تشيلي – جمهورية تشيلي
- تشيكوسلوفاكيا – الجمهورية التشيكوسلوفاكية

### ج
- جنوب إفريقيا – اتحاد جنوب أفريقيا

### ح
- الحجاز – مملكة الحجاز

### د
- دانزيغ – مدينة دانزيغ الحرة
- الدنمارك – مملكة الدنمارك
- الجمهورية الدومينيكية

### ر
- رومانيا – مملكة رومانيا

### س
- سان مارينو – جمهورية سان مارينو الأكثر وداعة
- →  الاتحاد السوفيتي – اتحاد الجمهوريات الاشتراكية السوفيتية
- السلفادور – جمهورية السلفادور
- السويد – مملكة السويد
- سويسرا – الاتحاد الكونفدرالي السويسري
- تايلاند – مملكة سيام

### ص
- الصين – جمهورية الصين

### ع
- عسير – إمارة عسير

### غ
- غواتيمالا – جمهورية غواتيمالا

### ف
- فارس – الإمبراطورية الفارسية
- فرنسا – الجمهورية الفرنسية
- فنزويلا – الولايات المتحدة الفنزويلية
- فنلندا – جمهورية فنلندا
- فيومي – دولة فيومي الحرة

### ك
- كوبا – جمهورية كوبا
- كوستاريكا – جمهورية كوستاريكا
- كولومبيا – جمهورية كولومبيا
- كندا – سلطان كندا

### ل
- لاتفيا – جمهورية لاتفيا
- ليبيريا – جمهورية ليبيريا
- ليختنشتاين – إمارة ليختنشتاين
- ليتوانيا – جمهورية ليتوانيا
- لوكسمبورغ – دوقية لوكسمبورغ الكبرى

### م
- المجر – مملكة المجر
- المملكة المتحدة – المملكة المتحدة لبريطانيا العظمى وأيرلندا
- مصر – مملكة مصر
- المكسيك – الولايات المكسيكية المتحدة
- منغوليا – الحكومة الشعبية المنغولية
- موناكو – إمارة موناكو

### ن
- نجد – سلطنة نجد
- النرويج – مملكة النرويج
- النمسا – دولة النمسا الاتحادية
- نيبال – مملكة نيبال
- نيكاراغوا – جمهورية نيكاراغوا
- نيوزيلندا – سلطان نيوزيلندا
- نيوفاوندلاند – سلطان نيوفاوندلاند

### و
- الولايات المتحدة – الولايات المتحدة الأمريكية

### ه
- هايتي – جمهورية هايتي
- هندوراس – جمهورية هندوراس
- هولندا – مملكة هولندا

### ي
- اليابان – إمبراطورية اليابان
- اليونان – مملكة اليونان
- اليمن – المملكة المتوكلية اليمنية
- الصرب والكروات والسلوفينيين – مملكة الصرب والكروات والسلوفينيين

## دول أخرى
- عنق الزجاجة – دولة عنق الزجاجة الحرة (إلى 23 فبراير)
- جمهورية بخارى الشعبية السوفيتية – جمهورية بخارى الشعبية السوفيتية
- هونغ كونغ البريطانية (إقليم تابع)
- خوارزم
  - جمهورية خوارزم الشعبية السوفيتية (إلى 20 أكتوبر)
  - جمهورية خوارزم الاشتراكية السوفيتية (من 20 أكتوبر)
- كردستان – مملكة كردستان
- المغرب – سلطنة المغرب (دولة ذات سيادة بحكم القانون تحت الحماية الفرنسية والإسبانية)[1][2]
- إمارة القوقاز الشمالي (إلى 1923)
- راينلاند – الجمهورية الراينية (من 21 أكتوبر)
- جمهورية الريف – الجمهورية الكونفدرالية لقبائل الريف
- تانو توفا – جمهورية تانو توفا الشعبية
- تافولارا – مملكة تافولارا
- التبت

## انتدابات عصبة الأمم
- الكاميرون البريطانية (تديرها المملكة المتحدة)
- توغولاند البريطانية (تديرها المملكة المتحدة)
- الكاميرون الفرنسية (تديرها فرنسا)
- توغولاند الفرنسية (تديرها فرنسا)
- ناورو (تديرها أستراليا ونيوزيلندا والمملكة المتحدة)
- غينيا الجديدة – إقليم غينيا الجديدة (تديرها أستراليا)
- فلسطين (تديرها المملكة المتحدة من 29 سبتمبر)
  -  شرق الأردن - إمارة شرق الأردن (تديرها المملكة المتحدة من 29 سبتمبر)
- رواندا-أوروندي (تديرها بلجيكا)
- انتداب جنوب المحيط الهادئ (تديرها اليابان)
- جنوب غرب أفريقيا (تديرها جنوب أفريقيا)
- سوريا ولبنان (تديرها فرنسا من 29 سبتمبر)
  -  العلويين - الإقليم العلوي (تديرها فرنسا من 29 سبتمبر)
  -  لبنان - دولة لبنان الكبير (تديرها فرنسا من 29 سبتمبر)
  -  سوريا - الاتحاد السوري (تديرها فرنسا من 29 سبتمبر)
    -  حلب - دولة حلب (تديرها فرنسا من 29 سبتمبر)
    -  دمشق - دولة دمشق (تديرها فرنسا من 29 سبتمبر)

  -  السويداء - دولة السويداء (تديرها فرنسا من 29 سبتمبر)
- تنجانيقا – إقليم تنجانيقا (تديرها المملكة المتحدة)
- ساموا الغربية (تديرها نيوزيلندا)

لم يتم سنه
- بلاد ما بين النهرين – مملكة العراق (تديرها المملكة المتحدة)